# Асоціація латиноамериканської інтеграції
Асоціація латиноамериканської інтеграції (в історіографії України також: Латиноамериканська асоціація інтеграції; за джерелами: ісп. Asociación Latinoamericana de [Desarrollo y] Integración, порт. Associação Latino-Americana de Desenvolvimento e Intercâmbio, ALADI) — асоціація торгової інтеграції країн Латинської Америки, заснована 12 серпня 1980 року в Монтевідео, як наступниця ЛАВТ. Її головне завдання — установа спільного ринку з метою економічного і соціального розвитку регіону. Її членами є Аргентина, Болівія, Бразилія, Венесуела, Куба, Чилі, Колумбія, Еквадор, Мексика, Парагвай, Перу і Уругвай.